# Povos zapotecas
Os  zapotecas são um povo nativo do sul do México que, a partir do século IV, ocupou a região do México situada entre o istmo de Tehuantepec e Acapulco, fixando-se posteriormente em Oaxaca. Actualmente as línguas zapotecas constituem uma família de 15 línguas diferentes que se encontram em perigo de cair em desuso. Na época pré-colombiana foram uma das mais importantes civilizações mesoamericanas.

## História

### Origens
Pouco se sabe sobre a origem dos zapotecas. Ao contrário da maioria dos povos indígenas da Mesoamérica, os zapotecas não tinham nenhuma tradição ou lenda sobre a sua migração, exceptuando a crença de que nasceram directamente das rochas, árvores e jaguares.
As provas arqueológicas indicam que esta cultura terá aparecido há cerca de 2500 anos. Cerca do ano 800 a.C., durante o período pré-clássico, os zapotecas estabeleceram-se nos vales centrais do actual estado de Oaxaca. Assim, enquanto Teotihuacan florescia no centro do México e as cidades maias no sudeste, Monte Albán, centro cerimonial construído no alto de uma colina, era a cidade mais importante da região de Oaxaca.
Os primeiros zapotecas eram sedentários, vivendo em povoados agrícolas. Adoravam um conjunto de deuses dos quais se destaca o deus da chuva, Cocijo, representado por um símbolo da fertilidade que combinava os símbolos da terra-jaguar e do céu-serpente, símbolos comuns nas culturas mesoamericanas. Os rituais religiosos, que por vezes incluíam sacrifícios humanos, eram regulados por uma hierarquia sacerdotal. Os zapotecas adoravam os seus antepassados e, crendo num mundo paradisíaco, desenvolveram o culto dos mortos. Um dos seus grandes centros religiosos era Mitla. A magnífica cidade de Monte Albán foi sede de uma civilização bastante desenvolvida, possivelmente há mais de 2000 anos.

### Desenvolvimento cultural
São muitos e variados os achados arqueológicos na antiga cidade de Monte Albán; edifícios, estádios de jogo da bola, túmulos magníficos e mercadorias valiosas, incluindo joalharia em ouro finamente trabalhada. Monte Albán foi a primeira grande cidade do hemisfério ocidental e centro de um estado zapoteca que dominou grande parte do que é hoje o estado de Oaxaca.
Os zapotecas desenvolveram uma agricultura muito variada e para ter boas colheitas rendiam culto ao sol, à chuva, à terra e ao milho.
As mulheres e os homens do povo, que viviam nas aldeias, estavam obrigados a entregar como tributo milho, perus, mel e feijão. Para além de agricultores os zapotecas destacaram-se como tecelões e oleiros. São famosas as urnas funerárias zapotecas, vasilhas de barro colocadas sobre os túmulos. Os zapotecas, juntamente com os maias, foram um dos povos mesoamericanos que desenvolveu um completo sistema de escrita. Através de hieróglifos e outros símbolos gravados em pedra ou pintados nos edifícios e túmulos, combinaram a representação de ideias e sons.

### Decadência
Monte Albán dominou os vales até finais do período clássico e, como outras cidades mesoamericanas, perdeu o seu esplendor entre os anos 700 e 1200. No entanto, a cultura zapoteca permaneceria nos vales de Oaxaca, Tabasco e Veracruz.
Vindos do norte, os mixtecas tomaram o lugar dos zapotecas em Monte Albán e Tikal e mais tarde em Mitla. Em meados do século XV, os zapotecas e os mixtecas lutaram para evitar o controlo dos astecas sobre as rotas comerciais em direcção a Chiapas, Veracruz e Guatemala. Sob o comando do rei Cosijoeza, os zapotecas aguentaram um longo sítio na montanha rochosa de Giengola, mantendo o controlo sobre Tehuantepec bem como a autonomia política, através de uma aliança com os astecas até à chegada dos espanhóis.

### Actualidade

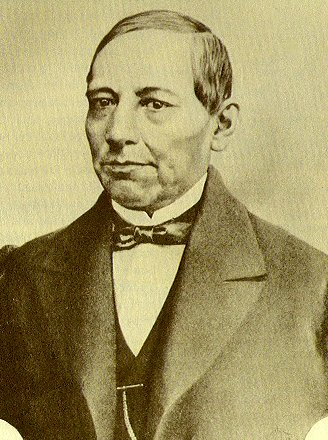
Benito Juárez (1806-1872).

Actualmente, os zapotecas dividem-se em dois grupos principais; o maior situa-se nos vales a sul da serra de Oaxaca e outro no sul do Istmo de Tehuantepec; existem ainda pequenos povoados em Veracruz, Guerrero e Chiapas. Todos juntos estes grupos totalizam cerca de 400 000 pessoas. 
Apesar de convertidos ao catolicismo, sobrevivem ainda algumas das suas práticas ancestrais, como o enterro dos mortos com dinheiro.
Do ponto de vista linguístico o zapoteca, faz parte da família de línguas de Oaxaca, estando entre as línguas indígenas do México com maior número de falantes.
O zapoteca mais famoso da era moderna foi o antigo presidente do México Benito Juárez.